# Гудзь, Евгений
Евге́ний Гудзь (англ. Eugene Hütz, укр. Євген Гудзь, настоящее имя — Евге́ний Алекса́ндрович Никола́ев) — вокалист группы Gogol Bordello, актёр и диджей.

## Биография
Евгений Гудзь — основатель группы «Гоголь Борделло», родился 6 сентября 1972 года в Боярке, неподалёку от Киева. Его мать частично сэрвского происхождения. В 13 лет попал на первый рок-концерт (группы «Звуки Му»). После событий на ЧАЭС был с семьёй эвакуирован на Закарпатье, в город Свалява, а затем некоторое время прожил в Луганской области. Восточноевропейский и цыганский контекст играют важную роль в творчестве Гудзя.
Позднее, в качестве эмигранта, Гудзь побывал во многих странах Европы — в Польше, Венгрии, Австрии, Италии, а в 1990 году эмигрировал в США, где осел сначала в Вермонте, а в 1997 году перебрался в Нью-Йорк.
Ещё в СССР Гудзь участвовал в музыкальной группе «Уксусник», а в Вермонте основал группы The Fags и Flying Fuck. В Нью-Йорке он познакомился с членами своей нынешней команды — Сергеем Рябцевым, Юрием Лемешевым и другими.
Первоначально группа называлась Hutz and the Bela Bartoks, но, по выражению Евгения, «nobody knows who the hell Bela Bartok is in the United States» (перевод: «никто в Соединённых Штатах не знает, кто, чёрт возьми, такой этот Бела Барток»).

## Интересные факты
- Гудзь — девичья фамилия матери Евгении.

## Фильмография
- Kill Your Idols (2004)
- «И всё осветилось» / Everything Is Illuminated (2005)
- The Pied Piper of Hützovina (2006)
- Gogol Bordello Non-stop (2007)
- The Northeast Kingdom Music Festival Film (2007)
- «Грязь и мудрость» / Filth and Wisdom (2008)
- «Убей своих любимых» / Kill Your Darlings (2014)